# Jonuta
Jonuta (ehemals Honochtah) ist der ca. 8000 Einwohner zählende Hauptort des gleichnamigen Municipio im mexikanischen Bundesstaat Tabasco.

## Lage und Klima
Die Kleinstadt Jonuta liegt auf dem Nordufer einer Schleife des Río Usumacinta in einer Höhe von etwa 5 bis 10 m; von Süden kommend mündet der Río San Antonio gegenüber der Stadt in den Río Usumacinta ein. Bis nach Villahermosa, der Hauptstadt des Bundesstaats Tabasco sind es ca. 160 km (Fahrtstrecke) in westlicher Richtung; die nördlich gelegene Küste des Golfs von Mexiko ist ca. 60 km (Luftlinie) entfernt. Das Klima ist schwülwarm und in den Monaten Mai bis Dezember äußerst regenreich (ca. 2500 mm/Jahr).

## Bevölkerung
Die Bevölkerung des Ortes bestand ursprünglich aus Chontal-Maya, doch sind im Zuge der Erschließung und wirtschaftlichen Entwicklung der Region zahlreiche Neusiedler aus anderen Teilen des Landes hinzugekommen.

## Wirtschaft
Das Umland ist in der Hauptsache geprägt durch die Rinderzucht. Es gibt aber auch größere Anbauflächen für Mais, Reis, Hirse und Bohnen. Seit dem ausgehenden 20. Jahrhundert spielt die Fischzucht eine immer größer werdende Rolle. Die Stadt selbst bietet Schulen, ein Krankenhaus, mehrere Banken etc.

## Geschichte
Das Gebiet ist in geringem Umfang schon lange besiedelt, denn auf dem Gemeindegebiet wurden zahlreiche Keramiken (Vasen, Schalen, Figurinen) aus der Zeit des 8. bis 13. Jahrhunderts gefunden. Die spanischen Eroberer kümmerten sich nur wenig um das schwülfeuchte Gebiet. In den 1860er Jahren sah sich der Ort Angriffen von Armeeeinheiten Kaiser Maximilians ausgesetzt. Eine bedeutende Entwicklung fand erst in der 2. Hälfte des 20. Jahrhunderts statt.

## Sehenswürdigkeiten
- Unter einem ca. 20 m hohen Erdhügel inmitten des Ortes befinden sich die bei einer US-amerikanischen Ausgrabungskampagne im Jahr 1931 ergrabenen Reste einer Maya-Pyramide. Die dabei zutage geförderten Relikte werden heute größtenteils im Penn Museum in Philadelphia, USA, gezeigt.
- Die von zwei Glockentürmen aus Betonpfeilern begleitete Iglesia de Nuestra Senora de Salud mit ihrer zentralen Kuppel ist die Hauptkirche des Ortes und der Region.
- Das im Jahr 1985 eingeweihte Museo Arqueológico trägt den Namen des Sammlers Prof. Omar Huerta Escalante und präsentiert zahlreiche vorspanische Fundstücke.